# Provincia di Sud Cinti
La provincia di Sud Cinti è una delle 10 province del dipartimento di Chuquisaca nella Bolivia meridionale. Il capoluogo è la città di Camataqui.
Al censimento del 2001 possedeva una popolazione di 24.321 abitanti.

## Geografia antropica

### Suddivisioni amministrative
La provincia è suddivisa in 3 comuni:
- Villa Abecia
- Culpina
- Las Carreras